# Marek Jerchewicz
Marek Jerchewicz (ur. 5 czerwca 1976 roku w Bydgoszczy), to polski gitarzysta basowy. Od 1998 jest basistą w zespole Luminous Flesh Giants, a w latach 2003–2008 był członkiem zespołu Chainsaw.

## Dyskografia
- 2005 Chainsaw - The Journey into the Heart of Darkness – Empire Rec
- 2006 Chainsaw - A Sin Act – Empire Rec
- 2006 Luminous Flesh Giants - Duma i Upadek
- 2008 Chainsaw - Acoustic Strings Quartet - Oskar
- 2009 Chainsaw - Evilution MMP
- 2010 Tiberius - Born Hope
- 2011 Luminous Flesh Giants - The Pride and The Fall
- 2015 Luminous Flesh Giants - V